# Liane Zimblerová
Liane Zimblerová, rozená Juliana Fischerová (31. května 1892 Přerov - 11. listopadu 1987 Los Angeles) je považována za první evropskou ženu, která získala titul architekta, ačkoli řada Finek, včetně Signe Hornborgové, vystudovala architekturu mnohem dříve. Po vedení velmi úspěšného podniku ve Vídni Zimblerová v roce 1938 emigrovala do Spojených států, kde se specializovala na interiérový design[2][3]. 

## Životopis
Narodila se židovskému železničnímu úředníkovi Robertu Karlu Fischerovi. V roce 1900 se rodina přestěhovala do Vídně, kde Zimblerová později vystudovala reálku a poté od roku 1910 nebo 1912 studovala na Univerzitě užitého umění ve Vídni, pravděpodobně u Oskara Strnada. Současně, přibližně od roku 1911, pracovala jako ilustrátorka a návrhářka v módním salonu Emilie Louise Flöge. Je možné, že později studovala také v Mnichově. Během studií (kolem roku 1916) navrhovala nábytek pro firmu Möbelfabrik Bamberger. Kolem roku 1918 začala pracovat v architektonickém ateliéru. V roce 1916 se provdala za právníka Otto Zimblera (1890-1940) a v roce 1922 se jim narodila dcera Eva.
V letech 1923-1938 vedla Zimblerová ve Vídni vlastní ateliér interiérového designu, který se stal natolik populární, že otevřela v roce 1928 druhý ateliér v Praze, který vedla Annie Herrnheiserová. Zimblerová se specializovala na navrhování jednopokojových bytů a ateliérů pro střední třídu - většinou manželské páry nebo nezávislé pracující ženy - se zaměřením na modernizaci stávajících bytů. Současně také publikovala a přednášela a ve 30. letech uspořádala výstavu Wie sieht die Frau? o ženách v umění, která byla součástí Mezinárodního kongresu žen ve Vídni. V roce 1931 pokračovala ve studiu na Technické univerzitě ve Vídni a v únoru 1938 se stala první ženou v Rakousku, která získala titul stavebního inženýra.
Velmi brzy poté ještě před březnovým anšlusem Německa mohla rodina díky vlivným kontaktům Otto Zimblera odjet do Nizozemska a Londýna. Na podzim téhož roku se jim podařilo emigrovat do Spojených států. Krátce před svou emigrací navrhla jedinou známou realizaci v českých zemích – interiér vily v Brně, kterou si pronajal obchodník Robert Plaček. Díky angažovanosti Ady Gomperzové, manželky filozofa Heinricha Gomperze, se pak Zimblerová po pobytu v New Yorku se v roce 1940 usadila v Los Angeles, kde začala pracovat pro firmu Anity Toor, která se zabývala interiérovým designem. Po Toorově smrti kolem roku 1941 Zimblerová převzala firmu a vedla ji až do roku 1975. V 60. letech se k Zimblerovi připojila dcera Eva.
V roce 1943 získala americké občanství. Od roku 1946 byla členkou Amerického institutu interiérových designérů; v rámci této organizace připravovala výstavy a semináře. Byla také členkou Asociace žen v architektuře a rakouské rady Mezinárodní společnosti pro bydlení. Kromě práce pro svou firmu přednášela ve Vídni, Paříži a Los Angeles.
Zemřela 11. listopadu 1987 v Los Angeles. 

## Projekty
- Gnadenwald House, 1934-1938
- Toch residence, Santa Monica, USA, 1941
- Panzer residence, Beverly Hills, USA, 1942
- Boswell residence, Los Angeles, USA, 1944
- Dahlberg residence, Beverly Hills, USA, 1945
- Foster bedroom & bath, Beverly Hills, USA, 1950
- Barbas residence, Beverly Hills, USA, 1951
- Dr. J. Brody residence, Beverly Hills, USA, 1952
- Moore residence, Los Angeles, USA, 1955
- Stewart residence, Beverly Hills, USA, 1955
- Feldman kitchen, Los Angeles, USA, 1956
- Schwartz residence, Camarillo, USA, 1956-1957
- Huebscher residence, Los Angeles, USA, 1959-1960
- Elliot Evans Company Reception Room, Los Angeles, USA, 1960
- Candianides residence, Venture, USA, 1961
- Silverberg apartment, Los Angeles, USA, 1962
- Barasch residence, Los Angeles, USA, 1960-1965, 1975
- Engelman residence, Los Angeles, USA, 1965
- Levy residence, Los Angeles, USA, 1965
- Wasserman residence (foyer), Los Angeles, USA, 1968
- Recycled House, Beverly Hills, USA, 1974